# Wang Lei (Fechter)
Wang Lei (chinesisch 王磊, Pinyin Wáng Lěi; * 20. März 1981 in Shanghai) ist ein ehemaliger chinesischer Degenfechter.

## Erfolge
Wang Lei gewann bei Asienspielen dreimal Silber und einmal Gold. 2002 blieb er in Busan sowohl im Einzel als auch mit der Mannschaft im Finale ohne Sieg und auch vier Jahre darauf in Doha erreichte er jeweils das Finale. Im Einzel gelang ihm dabei diesmal der Sieg und Gewinn der Goldmedaille. Im selben Jahr gewann er seine einzige Medaille bei Weltmeisterschaften, als er in Turin Weltmeister wurde. Auch bei Asienmeisterschaften sicherte er sich mehrere Medaillen und wurde 2007 in Nantong mit der Mannschaft Asienmeister.
Wang nahm an zwei Olympischen Spielen teil. Mit der Mannschaft platzierte er sich dabei 2004 in Athen auf dem siebten Rang. Im Einzel zog er ins Finale ein, das er gegen Marcel Fischer mit 9:15 verlor. Bei den Olympischen Spielen 2008 in Peking verlor er im Einzel sein Auftaktgefecht, während er mit der Mannschaft das Halbfinale erreichte. Nach Niederlagen gegen Polen und Italien blieb der chinesischen Equipe der vierte Platz.